# ZCCHC6
ZCCHC6‏ (Terminal uridylyl transferase 7) هوَ بروتين يُشَفر بواسطة جين ZCCHC6 في الإنسان.